# NGC 2085
NGC 2085 је емисиона маглина у сазвежђу Златна риба која се налази на NGC листи објеката дубоког неба.
Деклинација објекта је - 69° 40' 24" а ректасцензија 5h 40m 9,0s. Привидна величина (магнитуда) објекта NGC 2085 износи 11,8. NGC 2085 је још познат и под ознакама ESO 57-EN16.